# کوه هاکو
کوه هاکو (به ژاپنی: 白山 Haku-san) (کوه سفید)، یک کوه آتشفشانی است که در استان گیفو و استان فوکوئی و استان ایشیکاوا در ژاپن امتداد دارد. این کوه یکی از سه کوه مقدس است.